# Bolsulu
Bolsulu è un comune dell'Azerbaigian situato nel distretto di Beyləqan. Conta una popolazione di 1 591 abitanti.